# Topología traza
En topología, la topología traza (también, inducida o relativa) es la topología que se define sobre un subconjunto {\displaystyle Y\subseteq X} a partir de la topología del espacio topológico {\displaystyle X}.

## Definición formal
Sean {\displaystyle (X,{\mathcal {T}})} un espacio topológico y {\displaystyle Y} un subconjunto de {\displaystyle X}. Entonces, la topología traza sobre {\displaystyle Y} es la topología menos fina que hace continua a la inyección canónica
{\displaystyle i:Y\hookrightarrow X}, es decir, la aplicación definida por {\displaystyle i(y)=y,\forall y\in Y}. 
Es posible probar que los abiertos de la topología traza sobre {\displaystyle Y\subseteq X} son las intersecciones de {\displaystyle Y} con los abiertos de {\displaystyle X}: 
{\displaystyle {\mathcal {T}}|_{Y}=\{Y\cap A:A\in {\mathcal {T}}\}}.
La topología traza se denota mediante {\displaystyle {\mathcal {T}}|_{Y}} y se dice que {\displaystyle (Y,{\mathcal {T}}|_{Y})} es un subespacio topológico del espacio {\displaystyle (X,{\mathcal {T}})}. Si la aplicación {\displaystyle i:Y\hookrightarrow X} es abierta, se dice que {\displaystyle Y} es un subespacio abierto, y que {\displaystyle Y} es un subespacio cerrado si {\displaystyle i:Y\hookrightarrow X} es cerrada.

## Propiedades
Propiedades de la topología traza sobre un subespacio {\displaystyle Y\subseteq X}:
- Un conjunto {\displaystyle U'\subseteq Y} es abierto en la topología {\displaystyle {\mathcal {T}}|_{Y}} si, y sólo si, existe un abierto {\displaystyle U\in {\mathcal {T}}} tal que {\displaystyle U'=Y\cap U}.
- Un conjunto {\displaystyle U'\subseteq Y} es cerrado en la topología {\displaystyle {\mathcal {T}}|_{Y}} si, y sólo si, existe un cerrado {\displaystyle U} de {\displaystyle X} tal que {\displaystyle U'=Y\cap U}.
- Si {\displaystyle B\subseteq Y\subseteq X}, entonces {\displaystyle {\mathcal {T}}|_{B}=({\mathcal {T}}|_{Y})|_{B}}.
- Si {\displaystyle Y} es un subespacio abierto de {\displaystyle X}, un conjunto {\displaystyle U'\subseteq Y} es abierto en {\displaystyle Y} si, y sólo si, es abierto en {\displaystyle X}.
- Si {\displaystyle Y} es un subespacio cerrado de {\displaystyle X}, un conjunto {\displaystyle U'\subseteq Y} es cerrado en {\displaystyle Y} si, y sólo si, es cerrado en {\displaystyle X}.

## Propiedades hereditarias
Una propiedad topológica {\displaystyle {\mathcal {P}}} se dice que es hereditaria si los subespacios de un espacio topológico que cumple {\displaystyle {\mathcal {P}}} también cumplen {\displaystyle {\mathcal {P}}}. 
Ejemplos de propiedades que son hereditarias:
- Los axiomas de separación T0, T1 y T2 (Hausdorff).
- El primer y segundo axioma de numerabilidad.
- Ser metrizable.

La compacidad y la propiedad de ser normal son ejemplos de propiedades no hereditarias. Los subespacios abiertos heredan la separabilidad y los subespacios cerrados heredan la propiedad de ser de Lindelöf.